# R25 (Jordanien)
Die R25 (Route 25) ist eine Fernstraße in Jordanien. Die 110 Kilometer lange Straße ist eine Nord-Süd-Route im Norden des Landes, von der syrischen Grenze bei Ramtha bis zur Hauptstadt Amman.

## Straßenbeschreibung
Die Straße beginnt an der Grenze zu Syrien nördlich von Ramtha. Auf der syrischen Seite geht sie als Route 5 nach Daraa. Die Straße ist mit 2 × 2 Fahrstreifen ausgebaut und führt durch die Stadt Ramtha. Im Süden kreuzt sie die Route 10 in einem Autobahnkreuz in Kleeblattform. In dem Dorf Neaime kreuzt sie die Route 35 auch über eine Kleeblattform. Die Straße führt dann Richtung Zarqa weiter, aber nur einspurig. Dieser Teil der Strecke ist weniger wichtig, weil sie zwischen der Route 15 und der Route 35 führt.
Von Zarqa ist die Straße wieder mit 2 × 2 Fahrspuren ausgebaut und Kreuze Route 30, die hier beginnt und bis zur Grenze von Saudi-Arabien führt. Die Straße bildet den Bypass von Amman. Dieser Teil besteht aus 2 × 3 Fahrspuren und ist aber nicht eine volle Autobahn. Die Straße verläuft entlang der Ostseite von Amman an den Vororten vorbei. Die Route 40 wird durch ein Kleeblatt überquert und endet dann südlich von Amman in der Route 35 und in der Route 15.

## Geschichte
Die Route 25 war schon immer eine Hauptstraße und ist teilweise von untergeordneter Bedeutung, da es alternative Verbindungen im Norden Jordaniens gibt. Besonders der Teil zwischen Zarqa und Amman ist gering befahren.

## Großstädte an der Autobahn
- Ramtha
- Neaime
- Zarqa
- Amman